# Philippe Noiret
Philippe Pierre Fernand Noiret (Lille, 1 de octubre de 1930-París, 23 de noviembre de 2006), conocido como Philippe Noiret, fue un actor francés de teatro y cine, con una larga carrera profesional de 1948 a 2006. 
Desarrolló su carrera principalmente en Francia e Italia, y es recordado internacionalmente por sus actuaciones en la película Cinema Paradiso (1989), por la cual recibió el premio BAFTA al mejor actor, y en Il Postino (1994). 
Ganador de dos Premios César por El viejo fusil (1976) y por La vida y nada más (1990), recibió en 2005 la Legión de Honor, en el grado de Caballero.

## Biografía
Nacido en una familia de pequeños comerciantes, pasó su niñez en Toulouse. Estudió en París, en el Lycée Janson de Sailly de París y en el Collège de Juilly, en Sena y Marne. Se incorporó al coro del colegio, donde demostró suficiente calidad de voz como para participar, en 1949, en una misa en la basílica de San Pedro.
Después de haber fracasado en tres oportunidades sus exámenes de bachillerato, en 1950 abandonó los estudios y se inscribió en un curso de arte dramático en París, para luego continuar en el Centre Dramatique de l'Ouest, en Rennes. El literato Henry de Montherlant lo convenció de seguir la carrera de actor.
En 1953 postuló al Théâtre National Populaire, una institución estatal, en el cual fue aceptado, iniciando su carrera profesional como actor hasta 1960, período en el cual interpretó más de cuarenta obras, incluyendo clásicos como El Cid, Macbeth, Don Juan, Las bodas de Fígaro, El enfermo imaginario y La escuela de las mujeres.
Al mismo tiempo se presentó con éxito en un dúo con Jean-Pierre Darras, que satirizaba a personajes políticos de la época, como Charles De Gaulle, Michel Debré y André Malraux.
En el Théâtre National Populaire conoció a la actriz Monique Chaumette, con quien se casó en 1962 y tuvo a su hija, Frédérique Noiret.
En 1956, hizo su primer papel cinematográfico en el filme La Pointe Courte de Agnès Varda, en una sustitución de última hora del actor Georges Wilson, que enfermó y tuvo que abandonar.
En 1960 dejó definitivamente el tabaco y el Théâtre National Populaire, y comenzó su carrera como actor de cine en la película Zazie dans le métro (1960) de Louis Malle, seguida de Thérèse Desqueyroux (1962) de Georges Franju. Se fue haciendo conocido entre el público de cine francés, pero no logró un papel importante sino hasta 1966, en la película La vie de château de Jean-Paul Rappeneau
Logró un éxito rotundo en su país con la película El arte de vivir... pero bien (1967) de Yves Robert; otras películas destacadas fueron La noche de los generales (1967) de Anatole Litvak, y Topaz (1969) de Alfred Hitchcock.
En la década de 1970 participó en más de treinta películas entre las cuales destacan los filmes La guerra de Murphy (1971) de Peter Yates; La gran comilona (La Grande Bouffe, 1973) de Marco Ferreri, película controvertida para su época, demostrando en ella su gran versatilidad, junto a su esposa Monique, que también tuvo un papel en el filme. Otra película destacada fue El relojero de Saint Paul (1974) de Bertrand Tavernier, el primer filme del director y con quien colaboraría en varias películas más. 
Recibió su primer Premio César al mejor actor, por su participación en El viejo fusil (1975), de Robert Enrico. Otros filmes destacados fueron Un taxi mauve (1977), de Yves Boisset, y Pero, ¿quién mata a los grandes chefs? (1978) de Ted Kotcheff.
Amplió su campo de trabajo a Italia, actuando en filmes de destacados directores como Mario Monicelli, Valerio Zurlini, Francesco Rossi y Ettore Scola, entre otros. 
En la siguiente década, participó en otra treintena más de películas, siendo nominado al Premio César por 1.280 almas de Bertrand Tavernier, y por Les Ripoux (1984) que tendría dos secuelas más, en 1990 y 2003. Obtuvo también el Premio BAFTA al mejor actor, por su trabajo en Cinema Paradiso (1988), de Giuseppe Tornatore, junto a otros premios más.
Su segundo Premio César lo recibió por su trabajo en La vida y nada más (1990), de Bertrand Tavernier. Interpretó al poeta Pablo Neruda en el filme El cartero (1994), de Michael Radford, película que recibió numerosos premios internacionales; actuando en la década de 1990 en una treintena de películas más.
En la década de 2000 aportó con ocho filmes. Su última película fue 3 amis (2007), de Michel Boujenah.
En mayo de 2000, recibió el premio Trophée du meilleur ouvrier de France otorgado por el presidente del Festival de Cannes, Gilles Jacob. El 14 de julio de 2005, recibió la condecoración Legión de Honor en el grado de Caballero.
Su prolífica carrera alcanzó cerca de los 150 filmes, en los cuales se destacó en prácticamente todos los géneros cinematográficos, desde la comedia hasta el drama. Es considerado uno de los actores más populares del cine francés e internacional y además del ambiente teatral. 
Enfermo de cáncer, murió a los 76 años de edad en París. Sus restos reposan en el Cementerio de Montparnasse, en la misma ciudad.

## Filmografía
- Gigi (1948), de Jacqueline Audry.
- Olivia (1950), de Jacqueline Audry.
- Agence matrimoniale (1952), de Jean-Paul Le Chanois.
- La Pointe Courte (1956), de Agnès Varda.
- Le capitaine Fracasse (1960), de Pierre Gaspard-Huit.
- Zazie dans le métro (1960), de Louis Malle.
- Thérèse Desqueyroux (1962), de Georges Franju.
- Comme un poisson dans l'eau (1962), de André Michel.
- Les copains (1964), de Yves Robert.
- La vie de château (1965), de Jean-Paul Rappeneau.
- La noche de los generales (1965), de Anatole Litvak.
- Qui êtes-vous, Polly Maggoo ? (1966), de William Klein.
- Tendre voyou (1966), de Jean Becker.
- Alexandre le bienheureux (1967), de Yves Robert.
- Topaz (1969), de Alfred Hitchcock.
- Clérambard (1969), de Yves Robert.
- La guerra de Murphy (1971), de Peter Yates.
- La gran comilona (La Grande Bouffe, 1973), de Marco Ferreri.
- Les Gaspards (1974), de Pierre Tchernia.
- El relojero de Saint-Paul (L'horloger de Saint-Paul) (1974), de Bertrand Tavernier.
- Que la fête commence (1975), de Bertrand Tavernier.
- El viejo fusil (1975), de Robert Enrico.
- Mes chers amis (Amici miei, 1975), de Mario Monicelli.
- Une femme à sa fenêtre (1976), de Pierre Granier-Deferre.
- El juez y el asesino (1976), de Bertrand Tavernier.
- Un taxi mauve (1977), de Yves Boisset.
- Tendre poulet (1978), de Philippe de Broca.
- Le témoin (1978), de Jean-Pierre Mocky.
- On a volé la cuisse de Jupiter (1980), de Philippe de Broca.
- Tre fratelli (1981), de Francesco Rosi.
- L'Étoile du Nord (1982), de Pierre Granier-Deferre.
- Coup de torchon (1981), de Bertrand Tavernier.
- Souvenirs souvenirs (1984), de Ariel Zeitoun.
- Les Ripoux (1984), de Claude Zidi.
- L'eté prochain (1985), de Nadine Trintignant.
- La familia (La famiglia) (La Famiglia, 1986), de Ettore Scola.
- Masques (1987), de Claude Chabrol.
- Cinema Paradiso (1988), de Giuseppe Tornatore.
- La vida y nada más (1989), de Bertrand Tavernier.
- Uranus (1990), de Claude Berri.
- Ripoux contre ripoux (1990), de Claude Zidi.
- J'embrasse pas (1991), de André Téchiné.
- Max et Jeremie (1992), de Claire Devers.
- Tango (1992), de Patrice Leconte.
- El cartero (y Pablo Neruda) (Il Postino), (1994), de Michael Radford.
- La fille de d'Artagnan (1994), de Bertrand Tavernier.
- Grosse fatigue (1994), de Michel Blanc.
- Les Grands Ducs (1996), de Patrice Leconte.
- Fantôme avec chauffeur (1996), de Gérard Oury.
- Les palmes de M. Schutz (1997), de Claude Pinoteau.
- Soleil (1997), de Roger Hanin.
- Le pique-nique de Lulu Kreutz (1999), de Didier Martiny.
- Les Côtelettes (2002), de Bertrand Blier.
- Père et fils (2002), de Michel Boujenah.
- Ripoux 3 (2003), de Claude Zidi.

## Premios y distinciones
| Año  | Categoría         | Película      | Resultado |
| ---- | ----------------- | ------------- | --------- |
| 1962 | Premio New Cinema | Relato íntimo | Ganador   |